# Berge (Gardelegen)
Berge è una frazione della città tedesca di Gardelegen, nella Sassonia-Anhalt.

## Storia
Berge costituì un comune autonomo fino al 1º luglio 2009.